# Carex buchananii
Carex buchananii là một loài thực vật có hoa trong họ Cói. Loài này được Berggr. mô tả khoa học đầu tiên năm 1880.

## Hình ảnh

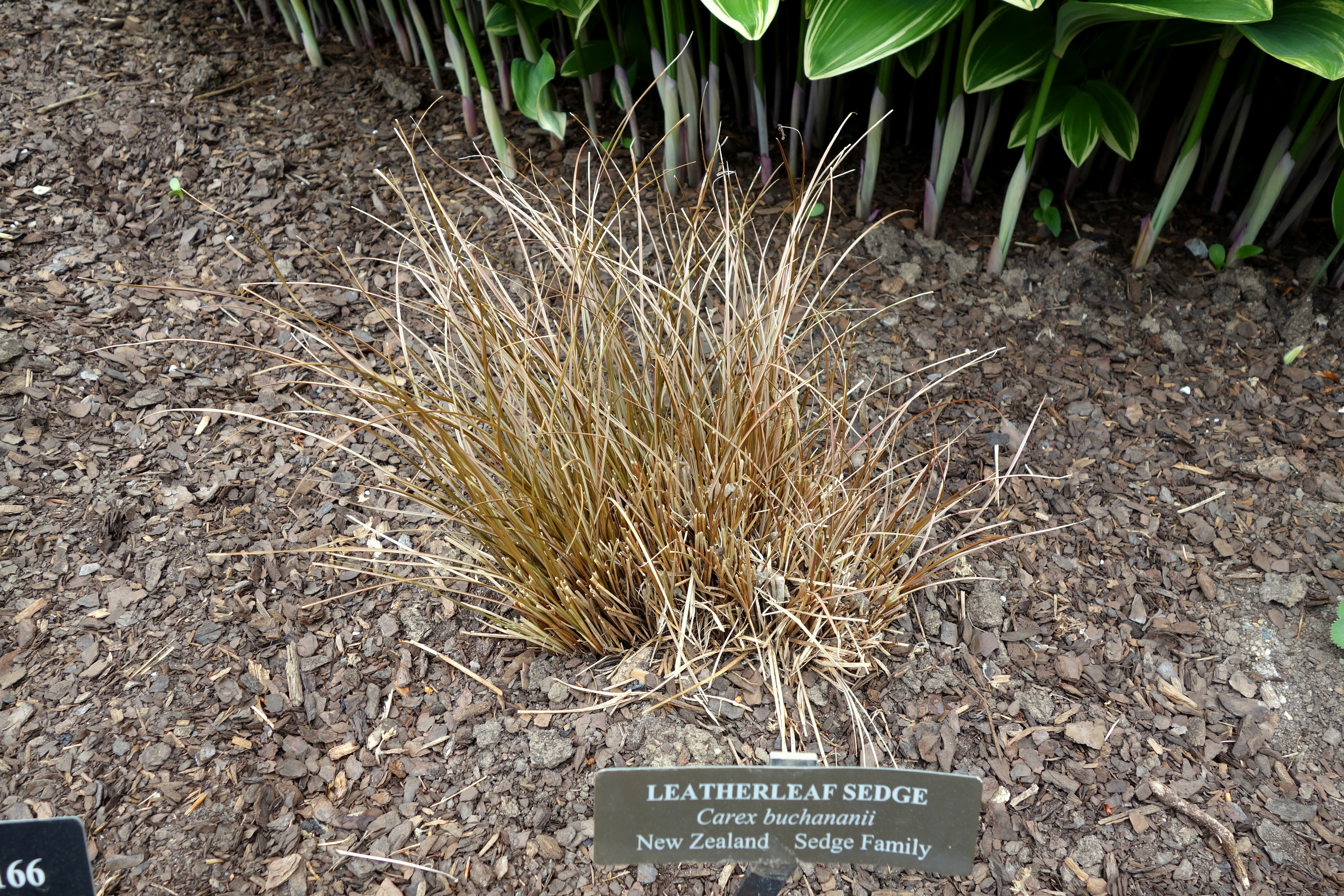
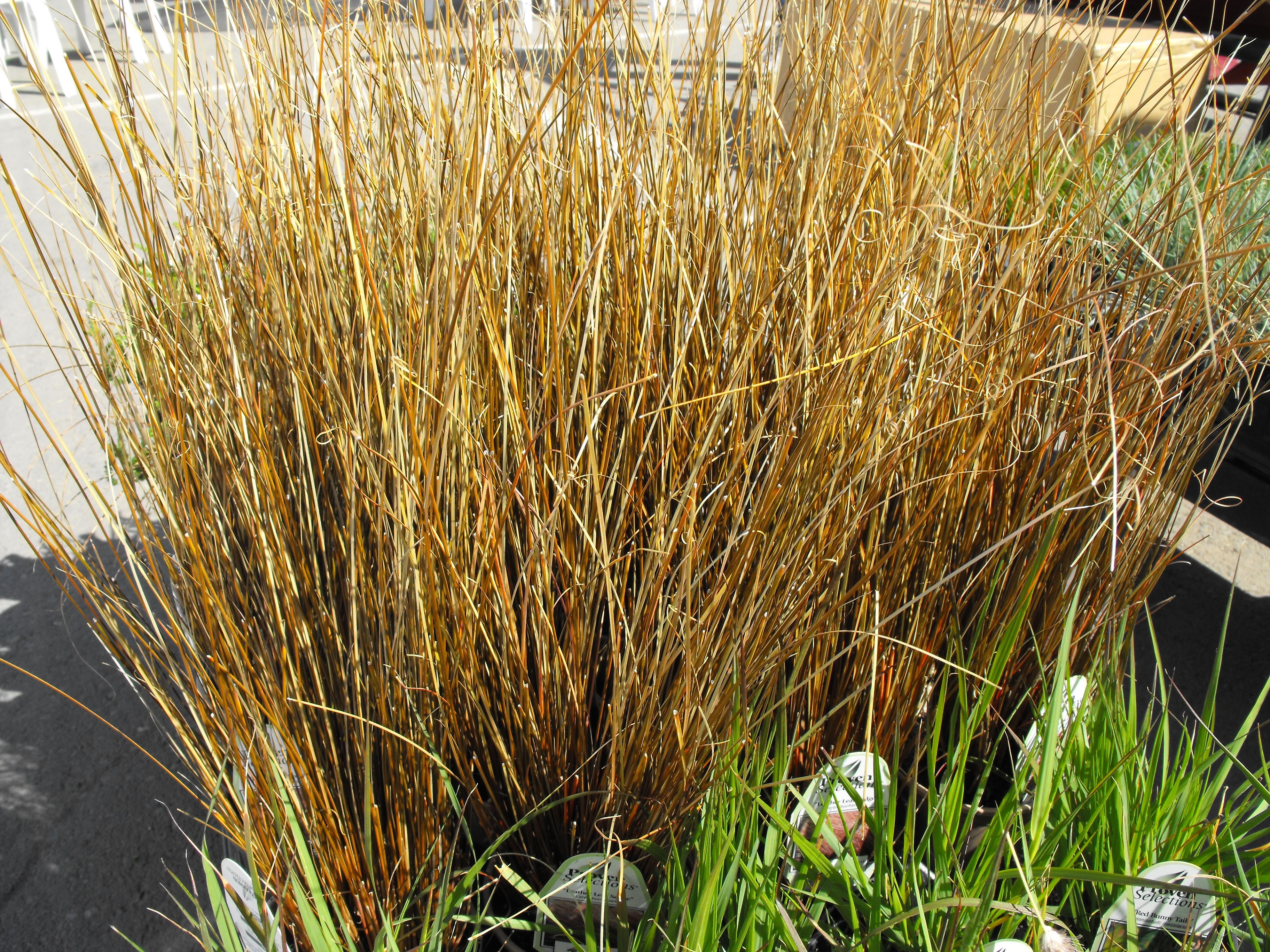